# Georges Couthon
George Auguste Couthon (Orcet, 22 de desembre de 1755 - París, 28 de juliol de 1794) va ser un revolucionari francès. Va néixer en Orcet, Clermont, població de la regió alvernesa. Estudia dret, llicenciant-se en Clermont el 1785. Destacant-se per la seva integritat i per la seva disposició, generositat i bon cor, la seva salut era precària, tenint les dues cames paralitzades. En 1787 és nomenat membre de l'assemblea provincial alvernesa. Durant l'esclat de la revolució, Couthon, ara un membre de la municipalitat de Clarmont, va publicar el manifest "L´Aristocrate converti", en la qual es declarava liberal i un defensor de la monarquia constitucional.
En convertir-se en una persona molt popular, va ser elegit president del tribunal de Clermont el 1791, i al setembre del mateix any va ser elegit diputat de l'Assemblea legislativa. Els seus punts de vista mentrestant es van anar radicalitzant a causa de l'intent de fugida de Luis XVI, la qual cosa el va tornar hostil al monarca. Una visita a Flandes per raons de salut li va posar en contacte amb Dumouriez cap al qual sentia una verdadera simpatia.
El setembre del 1792 es elegit diputat de la Convenció Nacional, i durant el judici al rei va votar per la sentència de mort sense possibilitat d'apel·lació. Va vacil·lar durant un temps a quin partit de la Convenció unir-se. Finalment va optar pel de Robespierre, amb el qual compartia moltes opinions, especialment en matèria de religió. Va ser el primer a demanar l'arrest dels girondinos. El 30 de maig de 1793 va ser nomenat membre del Comitè de Salut Pública, i a l'agost va ser enviat per la Convenció com un dels seus comissionats adscrits a l'exèrcit que assetjava la ciutat de Lió. Impacient pels lents progressos de les forces revolucionàries, ell mateix es va encarregar de reclutar un exèrcit de 60.000 homes en Puy de Dôme, al qual va conduir fins a Lió. La ciutat va ser presa a l'octubre d'aquest any. Encara que la Convenció va decretar que la ciutat fos arrasada, va fer cas omís, Couthon va obrar amb moderació, cosa que no va fer el seu successor en el càrrec, Collot d´Herbois, que va desencadenar una sanguinària repressió a la ciutat.
Couthon va tornar a París i el 21 de desembre va ser elegit president de la Convenció. Va contribuir al processament dels hebertistas i va ser responsable de la llei del 22 Pradial, la qual establia que en cas de comparèixer davant un tribunal revolucionari, l'acusat seria privat de recursos com ara el d'advocat o testimonis, amb el pretext d'abreujar el màxim possible el procés. Durant la crisi que precedeix a 9 Termidor, Couthon demostra un considerable valor, ja que desisteix a fer un viatge a Alvèrnia per, tal com ell va escriure, "ser prou fort com per morir o triomfar al costat de Robespierre i la llibertat". Arrestat amb Robespierre i Saint Just, els seus companys en el triumvirat durant el Regnat del Terror i subjecte a indescriptibles sofriments i insults va ser portat al patíbul en el mateix carro juntament amb Robespierre el 28 de juliol de 1794 (10 Termidor segons el calendari republicà).